# Jeune École
La Jeune École ("Escuela Joven") fue una estrategia naval desarrollada durante el siglo XIX. Abogó por el uso de embarcaciones pequeñas y fuertemente armadas para combatir acorazados más grandes, y el uso de asaltantes comerciales para paralizar el comercio de la nación rival. La idea se desarrolló entre los teóricos navales franceses: el gobierno francés tenía la segunda marina más grande de la época, y los teóricos deseaban contrarrestar la fuerza de la Marina Real Británica, más grande.

## Pequeñas unidades contra acorazados
Uno de los primeros defensores de la Jeune École fue el general de artillería Henri-Joseph Paixhans, quien inventó los cañones explosivos para los buques de guerra durante la década de 1820. Abogó por el uso de estos potentes cañones en numerosos pequeños buques de guerra a vapor que podrían destruir acorazados mucho más grandes.

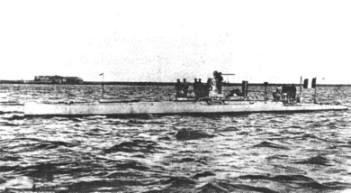
El submarino francés Narval del año 1900.

Más tarde, la Armada francesa desarrolló el concepto de manera más elaborada mientras experimentaba con torpedos y buques torpederos. La Armada francesa se convirtió en uno de los más firmes defensores de este sistema de combate a finales del siglo XIX, particularmente durante el ministerio del almirante Théophile Aube. Los éxitos navales de la Armada francesa contra China durante la Guerra franco-china de 1883-1885 también tendieron a validar el potencial de los torpederos contra las armadas convencionales.
Francia también participó muy activamente en el desarrollo de una flota de submarinos, intentando nuevamente confiar en el desarrollo técnico para compensar la superioridad numérica británica en acorazados. A principios del siglo XX, Francia era "sin duda la primera armada en tener una fuerza submarina eficaz".
Las contramedidas contra el sistema Jeune École consistieron en gran parte en destructores , diseñados para disuadir y destruir pequeñas unidades de torpedos (en francés, "destroyer" es contre-torpilleur , y en inglés, "destroyer" es una contracción de "torpedero destructor"), el primero de los cuales fue el español Destructor.

## Ataques a buques comerciales

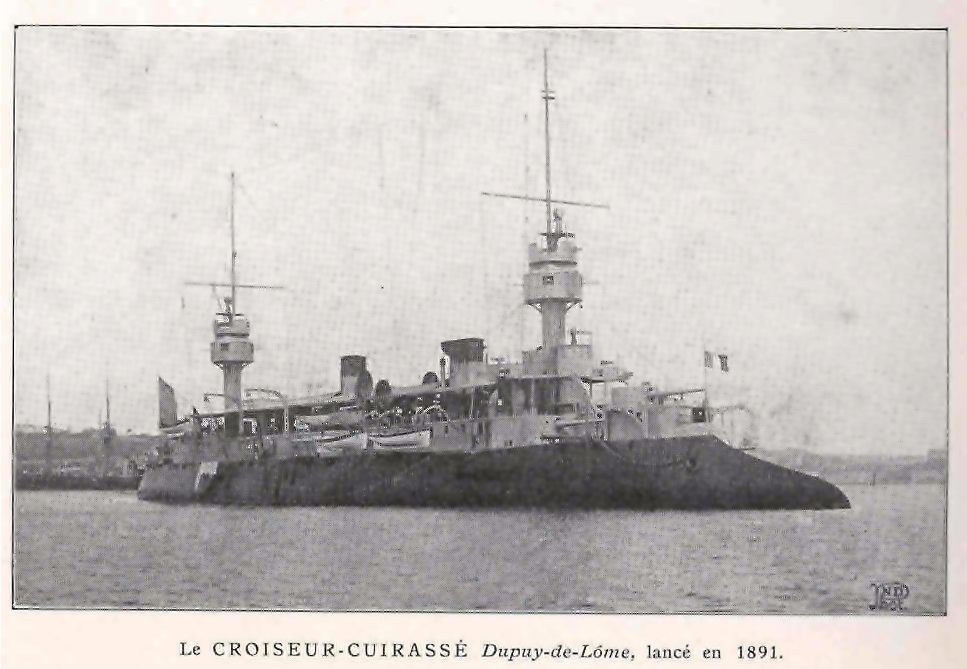
Dupuy de Lôme, uno de los primeros cruceros blindados.

La otra parte constitutiva del concepto de Jeune École consistía en planificar ataques a los barcos comerciales del enemigo para restringir su comercio y economía, nuevamente una táctica diseñada especialmente contra Gran Bretaña.
Los barcos de asalto, como el Dupuy de Lôme, fueron diseñados para esta función. El Dupuy de Lôme, un crucero acorazado, cuya construcción se inició en 1888 y fue botado en 1890, era capaz de alcanzar 23 nudos y estaba diseñado para atacar barcos mercantes enemigos durante incursiones prolongadas a flote.

## Influencias
El sistema Jeune École fue particularmente influyente en el desarrollo de armadas más pequeñas, incluida la Armada Imperial Japonesa durante el siglo XIX, que intentó compensar las debilidades de los acorazados.
El almirante británico "Jackie" Fisher, que más tarde se convertiría en el primer Lord del Mar en 1904, quedó especialmente impresionado por las ideas de Jeune École y consideró que las amenazas de los veloces asaltantes y los enjambres de torpederos hacían que el acorazado tradicional fuera demasiado difícil de manejar. Sostuvo que el futuro estaba en barcos rápidos con blindaje ligero y grandes cañones, que se conocerían como cruceros de batalla.